# Harbour Island
Harbour Island är en ö och ett distrikt i Bahamas. Det ligger i den nordöstra delen av landet, 90 km nordost om huvudstaden Nassau. Antalet invånare är 1 751. Arean är 4,0 kvadratkilometer.  Dunmore Town är öns enda stad och är centralort för distriktet.